# I concerti live @ RTSI (video Edoardo Bennato)
I concerti live @ RTSI è il settimo video di Edoardo Bennato, pubblicato dall'etichetta discografica Sony Music su DVD (catalogo 2013309000) nel 2001.

## Storia
È la registrazione del concerto dal vivo, tenuto dal cantautore partenopeo l'11 aprile 1979 a Lugano negli studi della RTSI - RadioTelevisione Svizzera di lingua italiana che, a fine anni settanta, realizzò una serie di puntate dedicate ai cantautori italiani per il programma intitolato I concerti live @ RTSI.
Il concerto è rimasto inedito fino al 2001, quando tutti i suoi brani (molti dei quali, sono tratti dall'album Burattino senza fili del 1977) sono stati pubblicati su CD Audio e DVD, sia separati che in un'unica confezione.
Probabilmente a causa di un problema di stampa, tutte le copertine delle varie edizioni in DVD non riportano l'elenco dei brani nell'ordine in cui vennero eseguiti durante il concerto, ma la sequenza con cui essi si possono ascoltare nel CD; tuttavia, la scaletta nei menù interni ai supporti DVD rimane l'originale.

## Tracce
Testi di Edoardo Bennato eccetto dove indicato, musiche di Edoardo Bennato.
1. Venderò – 4:00 (testo: Eugenio Bennato[1])
2. Mangiafuoco – 5:59
3. È stata tua la colpa – 5:16
4. La torre di Babele – 3:35
5. Quando sarai grande – 4:18
6. Rinnegato[2] – 7:51
7. La fata – 4:29
8. Dotti, medici e sapienti – 2:39
9. Detto tra noi – 3:50
10. Feste di piazza – 7:46 (testo: Patrizio Trampetti[1])
11. Il gatto e la volpe[2] – 4:45
12. Cantautore – 4:36

## Musicisti
- Edoardo Bennato – voce, chitarra 12, armonica, kazoo, tamburello a pedale
- Lucio Bardi – chitarra acustica ed elettrica
- Nando Caccaviello – violoncello
- Tony Cercola – percussioni
- Robert Fix – sax